# Xã Hensley, Quận Champaign, Illinois
Xã Hensley (tiếng Anh: Hensley Township) là một xã thuộc quận Champaign, tiểu bang Illinois, Hoa Kỳ. Năm 2010, dân số của xã này là 1.278 người.